# 天賜礼盛国慶
天賜礼盛国慶（てんしれいせいこっけい）は、西夏の恵宗の治世で用いられた元号。1069年 - 1074年（鄧洪波『東亞歴史年表』に拠る）。
西夏の元号については年代比定に異説があり、例えば藤島達朗・野上俊静編『東方年表』では1071年 - 1075年とする。

## 西暦等との対照表
| 天賜礼盛国慶 | 元年    | 2年     | 3年     | 4年     | 5年     | 6年      |
| 西暦         | 1069年  | 1070年  | 1071年  | 1072年  | 1073年  | 1074年   |
| 干支         | 己酉    | 庚戌    | 辛亥    | 壬子    | 癸丑    | 甲寅     |
| 遼           | 咸雍5年 | 咸雍6年 | 咸雍7年 | 咸雍8年 | 咸雍9年 | 咸雍10年 |
| 北宋         | 熙寧2年 | 熙寧3年 | 熙寧4年 | 熙寧5年 | 熙寧6年 | 熙寧7年  |